# Glabroculus
Glabroculus is een geslacht van vlinders uit de familie van de Lycaenidae (kleine pages, vuurvlinders en blauwtjes). De wetenschappelijke naam en de beschrijving van dit geslacht werden voor het eerst in 1993 gepubliceerd door Alexandr Leonidovich Lvovsky. De soorten van dit geslacht komen voor in Rusland, Kazachstan, Kirgizië en Mongolië.

## Soorten
- Glabroculus cyane (Eversmann, 1837)
- Glabroculus elvira (Eversmann, 1854)